# Voćnjak
Pour le village kosovar, voir Voćnjak (Srbica).
Voćnjak (en serbe cyrillique : Воћњак) est une localité de Serbie située sur le territoire de la Ville de Loznica, district de Mačva. Au recensement de 2011, elle comptait 1 168 habitants.
Voćnjak est officiellement classé parmi les villages de Serbie.

## Démographie

### Évolution historique de la population
| 1948 | 1953 | 1961 | 1971 | 1981  | 1991  | 2002  | 2011  |
| ---- | ---- | ---- | ---- | ----- | ----- | ----- | ----- |
| 709  | 721  | 773  | 852  | 1 069 | 1 181 | 1 204 | 1 168 |

|  |